# پل بری (بازیکن فوتبال، زاده ۱۹۷۸)
پل بری (انگلیسی: Paul Berry؛ زادهٔ ۶ دسامبر ۱۹۷۸) بازیکن فوتبال اهل بریتانیا است.
از باشگاه‌هایی که در آن بازی کرده‌است می‌توان به باشگاه فوتبال لیک تاون اشاره کرد.